# جو طومسون (لاعب كرة قدم)
جو طومسون (بالإنجليزية: Joe Thompson)‏ (5 مارس 1989 في المملكة المتحدة - 17 أبريل 2025) هو لاعب كرة قدم بريطاني في مركز الوسط. لعب مع نادي بوري ونادي ترانمير روفرز لكرة القدم ونادي روتشديل ونادي ريكسهام ونادي ساوثبورت ونادي كارلايل يونايتد.

## وصلات خارجية
- جو طومسون على موقع قاعدة بيانات كرة القدم.إي يو (الإنجليزية)
- جو طومسون على موقع Soccerbase.com (لاعب) (الإنجليزية)
- جو طومسون على موقع Soccerway.com (الإنجليزية)